# Batalla de Malula
La batalla de Maalula (o Maaloula) fue una batalla librada en septiembre de 2013, dentro del marco de la Guerra Civil Siria, cuando las fuerzas rebeldes atacaron el pueblo de Malula, localizado a 56 km de Damasco.

## Antecedentes
El poblado de Malula se encuentra a 56 km al noreste de Damasco, y está construido en la ladera de una montaña escarpada, con una altitud de 1500 m. Su población es mayoritariamente cristiana y habla arameo occidental moderno, uno de los pocos pueblos del país que conserva la lengua. Se calcula que antes de la guerra vivían varios miles de habitantes.
El valor estratégico de la localidad consistía en su cercanía con Damasco. Los rebeldes podían capturarlo para aumentar su control cerca de la capital. También podía ser usado para lanzar ataques a la ruta que une Damasco con Homs, ruta de suministro importante del gobierno.
De acuerdo con la información de los residentes, el grupo terrorista Frente Al-Nusra, vinculado a Al-Qaeda, se había instalado en las montañas cerca del hotel Safir desde marzo de 2013. Se informó que los rebeldes hostigaban al pueblo de la aldea cristiana desde entonces. También se informó que un granjero cristiano no podía subir hasta la zona de su granja, localizada cerca del hotel, si no iba acompañado de un habitante musulmán del pueblo.

## Desarrollo

### Ataque rebelde
El 4 de septiembre, un camión conducido por un terrorista suicida jordano explotó cerca de un puesto de control del Ejército sirio en la entrada de la ciudad. La explosión dio la señal para el ataque.
Los rebeldes tomaron el control del puesto de control, matando a ocho soldados e inutilizando dos tanques, según fuentes de la oposición, mientras que la Fuerza Aérea Siria llevó a cabo tres ataques contra el puesto de control después de su captura.
Durante los combates, los yihadistas capturaron el Hotel Safir y lo utilizaron para disparar en la dirección de la comunidad a continuación. Al final del día, las fuerzas rebeldes habían tomado el control de varios sectores de Maalula.

### El gobierno contraataca
El 6 de septiembre, el Ejército Sirio envió refuerzos, incluyendo tanques y vehículos blindados de transporte de personal, para recuperar el control de partes de la ciudad. Ese día, varios rebeldes huyeron y simularon haber perdido. El Ejército reforzó el punto de control, que había sido atacado por el terrorista suicida jordano
El 7 de septiembre se reanudaron los combates alrededor de Maalula después de que el ejército sirio atacara a los combatientes yihadistas estacionados en un hotel en una colina cercana.

### Nuevo ataque yihadista
El 8 de septiembre, sin embargo, se informó que las fuerzas yihadistas habían recuperado el pueblo tras recibir refuerzos, y había sido capaces de forzar al ejército a retirarse del pueblo. Durante el combate de ese día, 18 terroristas murieron y 100 fueron heridos.
Un residente de Maalula informó que los yihadistas atacaron casas cristianas y mataron a varias personas. También quemaron una iglesia y saquearon otra, y amenazaron a varios habitantes cristianos con decapitarles si no se convertían al islam. Muchos de los residentes del pueblo huyeron. Una mujer del pueblo dijo a los medios de comunicación libaneses que los yihadistas del Ejército Libre Sirio le habían cortado el cuello a su marido, miembro de la milicia local. En cambio, los habitantes musulmanes presuntamente acogieron con satisfacción la entrada de las fuerzas insurgentes y yihadistas.
Según el líder de una brigada yihadista, el Ejército continuaba estando presente en algunas de las entradas de Maalula. Al atardecer, el Ejército y los milicianos de los Comités Populares estaban luchando contra los yihadistas para recuperar el control del pueblo con enfrentamientos en Maalula y el área vecina de Jarajafa.

### Segundo contraataque gubernamental
El 9 de septiembre, las tropas del Ejército sirio lanzaron una ofensiva para retomar el completo control de la ciudad. De los 3.300 habitantes de la ciudad, solo 50 habían permanecido durante los combates, según un residente que habló a condición de guardar el anonimato por temor a represalias por parte de los yihadistas. Una iglesia fue quemada en el lado oeste de la aldea.
Algunos residentes afirman que sus familias se habían visto obligados a abandonar la ciudad por los rebeldes, mientras que otros dijeron que los yihadistas habían obligado a una persona a convertirse al islam a punta de pistola y habían ejecutado a otra.
El 10 de septiembre, las fuerzas yihadistas declararon su retirada de Maalula, a condición de que las milicias pro-gubernamentales y del Ejército no entraran en la ciudad. Sin embargo, al día siguiente, los yihadistas no se habían retirado y la lucha contra el interior de la ciudad estaba todavía en curso. Más adelante ese día, el OSDH informó que las fuerzas leales habían capturado una gran parte de la ciudad.
El 15 de septiembre, el ejército reportó que se habían hecho con el control de Maalula.

## Impacto y reacciones
Durante la batalla, Maalula se convirtió en un pueblo muerto. Los civiles huyeron tras los primeros enfrentamientos, la gran mayoría hacia Damasco, donde las distintas parroquias les proporcionaron cobijo de forma temporal hasta que el Ejército controlase la situación y pudieran volver a sus casas. Muchos habitantes aseguraron que la batalla había sido un ataque hacia la población cristiana. Un local condenó la actitud de los musulmanes locales que habían acogido con satisfacción a los yihadistas.
Fuentes próximas al Ejército Libre Sirio, aseguraron, sin embargo, que el ataque 

«es puramente estratégico porque de allí se controla la autopista de la capital a Homs, no es nada contra los cristianos. Es cierto que la mayoría de civiles han huido y están enfadados con nosotros, pero hay también millones de sirios dentro y fuera de Siria fuera de sus casas y enojados con el Ejército de Assad, es el precio de la libertad.»

 Varios grupos rebeldes acusaron al ejército de retirarse deliberadamente del pueblo durante la lucha, dejándolo a manos de los yihadistas, como forma de propaganda para ganarse la simpatía de los cristianos locales.
Horas después de empezar la batalla por Maalula, el Patriarca de Antioquía y todo Oriente para greco-ortodoxos, Gregorio III Laham, denunció que 450 000 cristianos habían abandonado el país desde el estallido de esta crisis.

## Consecuencias
A principios de diciembre de 2013, Maalula cayó una vez más en manos de Al Nusra, cuyos terroristas secuestraron a doce monjas. El ejército recapturó la ciudad en abril de 2014.